# Nati nel 1979/Marzo
| Questa pagina contiene informazioni ricavate automaticamente dalle voci biografiche con l'ausilio del template Bio e di un bot. L'aggiornamento è periodico e automatico e ricostruisce completamente la pagina. Se manca una persona in questa lista, sei pregato di non aggiungerla, ma accertati piuttosto che la sua voce biografica contenga il template Bio e che i dati anagrafici siano correttamente compilati. Se il template Bio manca, inseriscilo tu stesso o, in alternativa, metti l'avviso {{tmp\|Bio}} che ne segnala la mancanza. Se i dati riportati sono sbagliati, correggi direttamente la voce biografica; le modifiche saranno visibili in questa lista entro pochi giorni. Per chiarimenti vedi il progetto biografie. La lista contiene solo le 436 persone che sono citate nell'enciclopedia e per le quali è stato implementato correttamente il template Bio. Pagina aggiornata al 18 ago 2025. |

- 1º marzo - Gavin Glinton, ex calciatore britannico
- 1º marzo - Mikkel Kessler, ex pugile danese
- 1º marzo - Sampo Koskinen, ex calciatore finlandese
- 1º marzo - Adelia Marra, pattinatrice di velocità in-line italiana
- 1º marzo - Mustafa Mohamed, siepista, mezzofondista e maratoneta svedese
- 1º marzo - Fernando Montiel, pugile messicano
- 1º marzo - Khady Ngom, ex cestista senegalese
- 1º marzo - Samuel Okunowo, ex calciatore nigeriano
- 1º marzo - Chris Owens, ex cestista statunitense
- 1º marzo - Giacomo Rigoni, pallavolista italiano
- 1º marzo - Lucia Scanu, politica italiana
- 1º marzo - Magüi Serna, ex tennista spagnola
- 1º marzo - Erik Sundin, ex calciatore svedese
- 1º marzo - Javier Villarreal, ex calciatore argentino
- 1º marzo - Katrin Zeller, ex fondista tedesca
- 2 marzo - Damien Duff, allenatore di calcio e ex calciatore irlandese
- 2 marzo - Damien Grégorini, ex calciatore francese
- 2 marzo - Jurij Jacev, ex pallanuotista russo
- 2 marzo - Elisabetta Christiana Lancellotta, politica italiana
- 2 marzo - Lúcio Flávio, allenatore di calcio e ex calciatore brasiliano
- 2 marzo - Luca Migliorino, politico italiano
- 2 marzo - Kristina Ohlsson, scrittrice svedese
- 2 marzo - Craig Pawson, arbitro di calcio inglese
- 2 marzo - David Skrela, ex rugbista a 15 francese
- 2 marzo - Francesco Tavano, allenatore di calcio e ex calciatore italiano
- 2 marzo - Nicky Weaver, ex calciatore inglese
- 3 marzo - Eugenio Fernando Bila, ex calciatore mozambicano
- 3 marzo - John Type, disc jockey e produttore discografico filippino
- 3 marzo - Albert Jorquera, allenatore di calcio e ex calciatore spagnolo
- 3 marzo - Scott MacLeod, ex rugbista a 15 e allenatore di rugby a 15 britannico
- 3 marzo - Emiliano Melis, ex calciatore italiano
- 3 marzo - Venusia Paliotti, ex calciatrice italiana
- 3 marzo - Patrick Renna, attore statunitense
- 3 marzo - Radoslav Rogina, ex ciclista su strada croato
- 3 marzo - Andrew Triggs Hodge, canottiere britannico
- 4 marzo - Neil Best, rugbista a 15 nordirlandese
- 4 marzo - Cara Consuegra, ex cestista e allenatrice di pallacanestro statunitense
- 4 marzo - Salvo Coppa, allenatore di pallacanestro italiano
- 4 marzo - Karima Delli, politica francese
- 4 marzo - Ben Fouhy, canoista neozelandese
- 4 marzo - Günter Friesenbichler, ex calciatore austriaco
- 4 marzo - Trenton Hassell, ex cestista statunitense
- 4 marzo - Paul Henare, ex cestista e allenatore di pallacanestro neozelandese
- 4 marzo - Geoff Huegill, ex nuotatore australiano
- 4 marzo - Vjačeslav Malafeev, ex calciatore russo
- 4 marzo - André Nascimento, ex pallavolista brasiliano
- 4 marzo - Sarah Stock, wrestler canadese
- 5 marzo - Alhandra, ex calciatore portoghese
- 5 marzo - Martin Axenrot, batterista svedese
- 5 marzo - Kahina Bahloul, imam francese
- 5 marzo - Lisa Batiashvili, violinista georgiana
- 5 marzo - Indra Sahdan Daud, ex calciatore singaporiano
- 5 marzo - Luigi De Laurentiis, produttore cinematografico e dirigente sportivo italiano
- 5 marzo - Corsley Edwards, ex cestista e allenatore di pallacanestro statunitense
- 5 marzo - Rógvi Jacobsen, ex calciatore faroese
- 5 marzo - Kajetan Kajetanowicz, pilota di rally polacco
- 5 marzo - Riki Lindhome, attrice statunitense
- 5 marzo - Lee Mears, ex rugbista a 15 britannico
- 5 marzo - Youssef Mokhtari, dirigente sportivo e ex calciatore marocchino
- 5 marzo - Pablo Morales, ex cestista e allenatore di pallacanestro uruguaiano
- 5 marzo - Pablo de Almeida Ribeiro, ex giocatore di calcio a 5 brasiliano
- 5 marzo - César Pellegrín, ex calciatore uruguaiano
- 5 marzo - Flick Shagwell, ex attrice pornografica britannica
- 5 marzo - Mikko Strömberg, ex hockeista su ghiaccio finlandese
- 5 marzo - Tang Gonghong, ex sollevatrice cinese
- 6 marzo - Claude Davis, ex calciatore giamaicano
- 6 marzo - Thomas Dossevi, ex calciatore togolese
- 6 marzo - Vladislav Dragojlović, ex cestista serbo
- 6 marzo - David Flair, ex wrestler statunitense
- 6 marzo - Andre Gurode, giocatore di football americano statunitense
- 6 marzo - Rufus Hound, conduttore televisivo e comico britannico
- 6 marzo - Tim Howard, dirigente sportivo e ex calciatore statunitense
- 6 marzo - Arnaud Maire, ex calciatore francese
- 6 marzo - Garry Monk, allenatore di calcio e ex calciatore inglese
- 6 marzo - Per Rönnmark, ex sciatore alpino svedese
- 7 marzo - Josip Balatinac, ex calciatore croato
- 7 marzo - Rodrigo Braña, ex calciatore argentino
- 7 marzo - Eleonora Di Miele, attrice, conduttrice televisiva e ballerina italiana
- 7 marzo - Nilton Fernandes, ex calciatore capoverdiano
- 7 marzo - Danilo Gerlo, ex calciatore argentino
- 7 marzo - Andy Griffin, ex calciatore britannico
- 7 marzo - Silvia Intxaurrondo, giornalista e conduttrice televisiva spagnola
- 7 marzo - Viktor Kobzystyj, cestista e allenatore di pallacanestro ucraino († 2023)
- 7 marzo - David Kutyauripo, ex calciatore zimbabwese
- 7 marzo - Anthony Pedroza, ex cestista statunitense
- 7 marzo - Ricardo Rosselló, politico e neuroscienziato portoricano
- 7 marzo - Amanda Somerville, mezzosoprano e compositrice statunitense
- 7 marzo - Albert Sosnowski, pugile polacco
- 7 marzo - Ilenia Volpe, cantautrice e musicista italiana
- 8 marzo - Shola Ama, cantante britannica
- 8 marzo - Apathy, rapper statunitense
- 8 marzo - Tom Chaplin, cantante britannico
- 8 marzo - Verónica Cuadrado, pallamanista spagnola
- 8 marzo - Jessica Jaymes, attrice pornografica statunitense († 2019)
- 8 marzo - Alex J. Kay, storico britannico
- 8 marzo - Tara McDonald, cantautrice britannica
- 8 marzo - Susan Murray, ex cestista canadese
- 8 marzo - Heidi Parviainen, cantante finlandese
- 8 marzo - Briguel, ex calciatore portoghese
- 8 marzo - Bülent Polat, attore turco
- 8 marzo - Geoff Rickly, cantante statunitense
- 9 marzo - Eric Chenowith, ex cestista statunitense
- 9 marzo - Francesca Fermi, danzatrice su ghiaccio italiana
- 9 marzo - Christian Friedel, attore e cantante tedesco
- 9 marzo - Slávka Frniaková, ex cestista slovacca
- 9 marzo - Oscar Isaac, attore guatemalteco
- 9 marzo - Thomas Johansson, ex snowboarder svedese
- 9 marzo - Ditte Kotzian, tuffatrice tedesca
- 9 marzo - Ivan Lazzarini, pilota motociclistico italiano
- 9 marzo - Melina, wrestler e modella statunitense
- 9 marzo - Jordan Pundik, cantante e chitarrista statunitense
- 10 marzo - J.B. Bickerstaff, allenatore di pallacanestro e ex cestista statunitense
- 10 marzo - Sara-Maude Boucher, ex sciatrice alpina e sciatrice freestyle canadese
- 10 marzo - Xavier Bullet, calciatore francese
- 10 marzo - Ashley Callus, ex nuotatore australiano
- 10 marzo - Hugo Carreira, ex calciatore portoghese
- 10 marzo - Alessio D'Ascenzo, ex giocatore di football americano, allenatore di football americano e dirigente sportivo italiano
- 10 marzo - Edi Gathegi, attore statunitense
- 10 marzo - Kirk Haston, ex cestista statunitense
- 10 marzo - Natasha Mayers, ex velocista sanvincentina
- 10 marzo - Danny Pudi, attore e regista statunitense
- 10 marzo - Janus Robberts, ex pesista e discobolo sudafricano
- 10 marzo - Enrique Vera, ex calciatore paraguaiano
- 10 marzo - Roman Wzdenov, allenatore di calcio e ex calciatore russo
- 11 marzo - Jassim Mohammed Ghulam, calciatore iracheno
- 11 marzo - Fred Jones, ex cestista statunitense
- 11 marzo - Semën Leonidovič Kožin, pittore russo
- 11 marzo - Benji Madden, musicista statunitense
- 11 marzo - Joel Madden, cantante statunitense
- 11 marzo - José Mera, ex calciatore colombiano
- 11 marzo - Federico Molari, ex cestista italiano
- 11 marzo - Georgi Peev, ex calciatore bulgaro
- 11 marzo - Sonja Roman, ex mezzofondista slovena
- 11 marzo - Arturo Sanhueza, allenatore di calcio e ex calciatore cileno
- 11 marzo - Mirko Savini, allenatore di calcio e ex calciatore italiano
- 11 marzo - Kendall Simmons, ex giocatore di football americano statunitense
- 12 marzo - Lahouari Bahlaz, atleta paralimpico algerino
- 12 marzo - Charlie Bell, ex cestista e allenatore di pallacanestro statunitense
- 12 marzo - Rhys Coiro, attore statunitense
- 12 marzo - Armand Deumi, ex calciatore camerunese
- 12 marzo - Pete Doherty, cantautore e musicista inglese
- 12 marzo - Jamie Dwyer, hockeista su prato australiano
- 12 marzo - Gerard López, allenatore di calcio e ex calciatore spagnolo
- 12 marzo - Seth Johnson, ex calciatore inglese
- 12 marzo - Enrico Kern, allenatore di calcio e ex calciatore tedesco
- 12 marzo - Liu Xuan, ex ginnasta cinese
- 12 marzo - Nidia, ex wrestler statunitense
- 12 marzo - Irina Poltorackaja, pallamanista e allenatrice di pallamano russa
- 12 marzo - Ben Sandford, skeletonista neozelandese
- 12 marzo - Staf Scheirlinckx, ex ciclista su strada belga
- 12 marzo - Cecilia Strada, filantropa, attivista e politica italiana
- 12 marzo - Mike Mago, disc jockey e produttore discografico olandese
- 12 marzo - Edwin Villafuerte, ex calciatore ecuadoriano
- 12 marzo - Tim Wieskötter, canoista tedesco
- 13 marzo - Alain Bieri, arbitro di calcio svizzero
- 13 marzo - Edson Bindilatti, multiplista e bobbista brasiliano
- 13 marzo - Cédric Van Branteghem, ex velocista belga
- 13 marzo - Kim Chanbunrith, ex calciatore cambogiano
- 13 marzo - Sandra Dahlberg, cantante svedese
- 13 marzo - Louise Dearman, attrice e cantante britannica
- 13 marzo - Merijn van Delft, scacchista olandese
- 13 marzo - Jens Filbrich, ex fondista tedesco
- 13 marzo - Roman Friedli, ex calciatore svizzero
- 13 marzo - Arkadiusz Głowacki, ex calciatore polacco
- 13 marzo - Fábio Luiz Magalhães, giocatore di beach volley brasiliano
- 13 marzo - Espen Olsen, allenatore di calcio e ex calciatore norvegese
- 13 marzo - Johan Santana, ex giocatore di baseball venezuelano
- 13 marzo - Cosimo Sarli, ex calciatore italiano
- 13 marzo - David Terrell, ex giocatore di football americano statunitense
- 14 marzo - Nicolas Anelka, dirigente sportivo, allenatore di calcio e ex calciatore francese
- 14 marzo - Nino Bosco, politico italiano
- 14 marzo - Arsenio Sebastião Cabungula, calciatore angolano
- 14 marzo - Iker Camaño, ex ciclista su strada spagnolo
- 14 marzo - Edelbert Dinha, allenatore di calcio e ex calciatore zimbabwese
- 14 marzo - Emmanuel Duchemin, ex calciatore francese
- 14 marzo - Gao Ling, giocatrice di badminton cinese
- 14 marzo - Kizzy, cantautrice, conduttrice televisiva e attrice olandese
- 14 marzo - Deon Grant, ex giocatore di football americano statunitense
- 14 marzo - Donald Hand, ex cestista statunitense
- 14 marzo - Chris Klein, attore statunitense
- 14 marzo - Carina Raich, ex sciatrice alpina austriaca
- 14 marzo - Sead Ramović, allenatore di calcio e ex calciatore tedesco
- 14 marzo - Reinaldo da Cruz Oliveira, allenatore di calcio e ex calciatore brasiliano
- 14 marzo - Michele Riondino, attore e regista italiano
- 14 marzo - Janne Ylijärvi, ex saltatore con gli sci finlandese
- 15 marzo - Céline Amaudruz, politica svizzera
- 15 marzo - Onur Aydın, ex cestista turco
- 15 marzo - Régis Bonnessée, autore di giochi e editore francese
- 15 marzo - James Bowen, scrittore inglese
- 15 marzo - Tony Brown, ex cestista statunitense
- 15 marzo - Jason Crow, politico e avvocato statunitense
- 15 marzo - Anthony Deroin, ex calciatore francese
- 15 marzo - Richard Iwai, ex calciatore vanuatuano
- 15 marzo - Lin Weining, sollevatrice cinese
- 15 marzo - Mariko, cantante finlandese
- 15 marzo - Pollyanna McIntosh, attrice e ex modella britannica
- 15 marzo - Juan Manuel Molina, marciatore spagnolo
- 15 marzo - Alvaro Monteiro, schermidore portoghese
- 15 marzo - Peeratat Phoruendee, ex calciatore thailandese
- 15 marzo - A'Salfo, cantante ivoriano
- 15 marzo - Takayuki Yoneda, ex giocatore di football americano giapponese
- 15 marzo - Zhang Yonghai, ex calciatore cinese
- 16 marzo - Kamel Boughanem, ex calciatore francese
- 16 marzo - Tatsuya Enomoto, ex calciatore giapponese
- 16 marzo - Daniel Gomez, ex calciatore francese
- 16 marzo - Christina Liebherr, cavallerizza svizzera
- 16 marzo - Édison Méndez, ex calciatore ecuadoriano
- 16 marzo - Rashad Moore, ex giocatore di football americano statunitense
- 16 marzo - David Odenthal, ex giocatore di football americano e allenatore di football americano tedesco
- 16 marzo - Daniel Osorno, ex calciatore messicano
- 16 marzo - Leena Peisa, tastierista finlandese
- 16 marzo - Flavio Pistilli, attore italiano
- 16 marzo - Sharon Shason, ex cestista israeliano
- 16 marzo - Andrei Stepanov, ex calciatore estone
- 16 marzo - Luca Tencati, ex pallavolista italiano
- 16 marzo - Stefano Zacchiroli, programmatore italiano
- 17 marzo - Coco Austin, personaggio televisivo, modella e attrice statunitense
- 17 marzo - Stormy Daniels, ex attrice pornografica e regista statunitense
- 17 marzo - Hind Dehiba, ex mezzofondista marocchina
- 17 marzo - Andrew Ference, ex hockeista su ghiaccio canadese
- 17 marzo - Stephen Kramer Glickman, attore canadese
- 17 marzo - Sharman Joshi, attore indiano
- 17 marzo - Samir Musayev, ex calciatore azero
- 17 marzo - Albio Dally Nzuanda, ex cestista della Repubblica Democratica del Congo
- 17 marzo - Samoa Joe, wrestler statunitense
- 17 marzo - Million Wolde, mezzofondista e siepista etiope
- 18 marzo - Danneel Harris, attrice statunitense
- 18 marzo - Dramane Coulibaly, ex calciatore maliano
- 18 marzo - Jareb Dauplaise, attore statunitense
- 18 marzo - Fernando Baiano, ex calciatore brasiliano
- 18 marzo - Claudio Grauso, allenatore di calcio e ex calciatore italiano
- 18 marzo - Adam Levine, cantautore, produttore discografico e personaggio televisivo statunitense
- 18 marzo - Andrés Orozco, ex calciatore colombiano
- 18 marzo - Bill Phillips, ex cestista francese
- 18 marzo - Tawny Roberts, ex attrice pornografica statunitense
- 19 marzo - Luis Arcamone, ex calciatore argentino
- 19 marzo - Jon Belaustegui, ex pallamanista spagnolo
- 19 marzo - Abby Brammell, attrice televisiva statunitense
- 19 marzo - Franco Brienza, dirigente sportivo e ex calciatore italiano
- 19 marzo - Joanna Butterfield, atleta paralimpica e dirigente sportiva britannica
- 19 marzo - Davide Carrus, allenatore di calcio e ex calciatore italiano
- 19 marzo - Sergio Francisco, allenatore di calcio e ex calciatore spagnolo
- 19 marzo - Selma Hernandes, cantante brasiliana
- 19 marzo - Oksana Karas, regista russa
- 19 marzo - Christoph Kornschober, attore austriaco
- 19 marzo - Ivan Ljubičić, allenatore di tennis e ex tennista croato
- 19 marzo - Miloš Paravinja, ex cestista sloveno
- 19 marzo - Chrīstos Patsatzoglou, ex calciatore greco
- 19 marzo - Estelle Quérard, pallavolista francese
- 19 marzo - Vincenza Sicari, ex mezzofondista e maratoneta italiana
- 19 marzo - Hidayet Türkoğlu, dirigente sportivo, politico e ex cestista turco
- 19 marzo - Jair Ventura, allenatore di calcio e ex calciatore brasiliano
- 19 marzo - Cesáreo Victorino, ex calciatore messicano
- 19 marzo - Petr Voříšek, calciatore ceco
- 19 marzo - María Vázquez, attrice spagnola
- 20 marzo - Silvia Abascal, attrice spagnola
- 20 marzo - Shinnosuke Abe, ex giocatore di baseball e allenatore di baseball giapponese
- 20 marzo - Freema Agyeman, attrice britannica
- 20 marzo - Yann Bidonga, ex calciatore gabonese
- 20 marzo - Riccardo Bonetto, imprenditore e ex calciatore italiano
- 20 marzo - Daniel Cormier, artista marziale misto e ex lottatore statunitense
- 20 marzo - Liv-Kjersti Eikeland, ex biatleta norvegese
- 20 marzo - Duke Johnson, regista statunitense
- 20 marzo - Bianca Lawson, attrice statunitense
- 20 marzo - Sébastien Mazure, allenatore di calcio e ex calciatore francese
- 20 marzo - Keven Mealamu, ex rugbista a 15 neozelandese
- 20 marzo - Silvia Navarro, pallamanista spagnola
- 20 marzo - Fredrik Nordback, ex calciatore finlandese
- 20 marzo - Robert Post, cantautore norvegese
- 20 marzo - Paweł Rańda, canottiere polacco
- 20 marzo - Toby Love, cantautore statunitense
- 20 marzo - Francileudo Santos, ex calciatore brasiliano
- 20 marzo - Valdas Trakys, allenatore di calcio e ex calciatore lituano
- 20 marzo - Uguzne Mezo, ex calciatrice spagnola
- 21 marzo - Jerry Allen, allenatore di calcio e ex calciatore salomonese
- 21 marzo - Daniel Arnefjord, ex calciatore svedese
- 21 marzo - Fredrik Berglund, ex calciatore svedese
- 21 marzo - Cyril Chapuis, ex calciatore francese
- 21 marzo - Patrícia de Oliveira Ferreira, ex cestista brasiliana
- 21 marzo - Davide Degli Esposti, pilota motociclistico italiano
- 21 marzo - Ava Rocha, cantautrice, compositrice e attrice brasiliana
- 21 marzo - Simon Strübin, giocatore di curling svizzero
- 22 marzo - Silvano Beltrametti, dirigente sportivo e ex sciatore alpino svizzero
- 22 marzo - Stéphane Borbiconi, ex calciatore francese
- 22 marzo - Roberta Colico, ex cestista italiana
- 22 marzo - Aldo Duscher, ex calciatore argentino
- 22 marzo - Derrick Gibson, ex giocatore di football americano statunitense
- 22 marzo - Zulay Henao, attrice colombiana
- 22 marzo - Zach Lund, ex skeletonista statunitense
- 22 marzo - Darcy Marquardt, canottiera canadese
- 22 marzo - Janysett McPherson, pianista e cantante cubana
- 22 marzo - Aaron North, chitarrista statunitense
- 22 marzo - Staņislavs Olijars, ex ostacolista lettone
- 22 marzo - Kelly Palacios, attrice colombiana
- 22 marzo - Hendro Scholtz, ex rugbista a 15 sudafricano
- 22 marzo - Minke Smabers, hockeista su prato olandese
- 22 marzo - Nikki Teasley, ex cestista statunitense
- 22 marzo - Marques Tuiasosopo, ex giocatore di football americano statunitense
- 22 marzo - Jonas Warrer, velista danese
- 22 marzo - Srđan Žakula, allenatore di calcio e ex calciatore serbo
- 23 marzo - Lawrence Adjei, ex calciatore ghanese
- 23 marzo - Valerio Antezza, hockeista su pista e allenatore di hockey su pista italiano
- 23 marzo - Mark Buehrle, ex giocatore di baseball statunitense
- 23 marzo - Fernando dos Santos, ex calciatore brasiliano
- 23 marzo - Ray Gordy, ex wrestler statunitense
- 23 marzo - Natalia Hadjiloizou, ex nuotatrice bielorussa
- 23 marzo - Tayyiba Haneef, dirigente sportiva, allenatrice di pallavolo e ex pallavolista statunitense
- 23 marzo - Misty Hyman, nuotatrice statunitense
- 23 marzo - Hiromi Kawabata, ex cestista giapponese
- 23 marzo - Nobuo Kyō, attore giapponese
- 23 marzo - Serge-Alain Liri, ex calciatore ivoriano
- 23 marzo - Vincenzo Marruocco, allenatore di calcio e ex calciatore italiano
- 23 marzo - Ľubomír Meszároš, ex calciatore slovacco
- 23 marzo - Laura Nicolini, ex pallavolista italiana
- 23 marzo - Ariel Rechtshaid, produttore discografico e polistrumentista statunitense
- 23 marzo - Saša Vasiljević, ex cestista bosniaco
- 24 marzo - Jean-Marie Agathine, ex calciatore francese
- 24 marzo - Adam Andretti, pilota automobilistico statunitense
- 24 marzo - Tony Bedeau, calciatore grenadino († 2025)
- 24 marzo - Jonas Bjurström, ex calciatore svedese
- 24 marzo - Anna Gawrońska, calciatrice e allenatrice di calcio polacca
- 24 marzo - Michael Gufler, allenatore di sci alpino e ex sciatore alpino italiano
- 24 marzo - Emraan Hashmi, attore indiano
- 24 marzo - Jostein Hasselgård, cantante norvegese
- 24 marzo - Fernando Higgs, ex rugbista a 15 argentino
- 24 marzo - Periklīs Iakōvakīs, ostacolista greco
- 24 marzo - Domenico Marcario, ex cestista e allenatore di pallacanestro canadese
- 24 marzo - Donncha O'Callaghan, ex rugbista a 15 irlandese
- 24 marzo - Danny Pate, ex ciclista su strada statunitense
- 24 marzo - Lake Bell, attrice, regista e sceneggiatrice statunitense
- 24 marzo - Oral Bee, rapper norvegese
- 24 marzo - Bibiana Steinhaus, ex arbitro di calcio tedesca
- 24 marzo - Paweł Storożyński, ex cestista polacco
- 25 marzo - Matteo Carrara, ex ciclista su strada italiano
- 25 marzo - Paolo Castellini, procuratore sportivo e ex calciatore italiano
- 25 marzo - Amanda Grahame, ex tennista australiana
- 25 marzo - Muriel Hurtis, velocista francese
- 25 marzo - Bekim Kastrati, ex calciatore albanese
- 25 marzo - Raúl Orosco, arbitro di calcio boliviano
- 25 marzo - Lee Pace, attore statunitense
- 25 marzo - Annunziata Rees-Mogg, giornalista e politica britannica
- 25 marzo - Aluísio da Silva Neres Júnior, ex calciatore brasiliano
- 25 marzo - Evgenıı Tarasov, ex calciatore kazako
- 25 marzo - Sharbel Touma, allenatore di calcio e ex calciatore libanese
- 25 marzo - Filippo Tramontana, giornalista, telecronista sportivo e opinionista italiano
- 26 marzo - A. Igoni Barrett, scrittore nigeriano
- 26 marzo - Csaba Bernáth, ex calciatore ungherese
- 26 marzo - Ben Blair, rugbista a 15 neozelandese
- 26 marzo - Daniel Boys, attore inglese
- 26 marzo - Nicolae Bănicioiu, politico rumeno
- 26 marzo - Roisin Conaty, attrice e comica britannica
- 26 marzo - Roberto Garza, ex giocatore di football americano statunitense
- 26 marzo - Alicia Lagano, attrice statunitense
- 26 marzo - Rui Mota, allenatore di calcio e dirigente sportivo portoghese
- 26 marzo - Nacho Novo, ex calciatore spagnolo
- 26 marzo - Juliana Paes, attrice, conduttrice televisiva e ex modella brasiliana
- 26 marzo - Sergio Pagni, arciere italiano
- 26 marzo - Niklas Persson, ex hockeista su ghiaccio svedese
- 26 marzo - Gabriel Pozzo, pilota di rally argentino
- 26 marzo - Laila Traby, mezzofondista francese
- 26 marzo - Hiromi Uehara, pianista giapponese
- 26 marzo - Pierre Womé, ex calciatore camerunese
- 26 marzo - Abderraouf Zarabi, ex calciatore algerino
- 27 marzo - İlqar Əbdürəhmanov, ex calciatore azero
- 27 marzo - Vidas Alunderis, ex calciatore lituano
- 27 marzo - Martin Borre, ex calciatore danese
- 27 marzo - Louise Brealey, attrice e giornalista britannica
- 27 marzo - Andrea Dato, giocatore di poker e ingegnere italiano
- 27 marzo - Denis Golovanov, tennista russo
- 27 marzo - Mia Ikumi, fumettista giapponese († 2022)
- 27 marzo - Martin Larsson, ex fondista svedese
- 27 marzo - Jacinta van Lint, ex nuotatrice australiana
- 27 marzo - Nassim Mendil, ex calciatore francese
- 27 marzo - Baýramdurdi Meredow, ex calciatore turkmeno
- 27 marzo - Hayden Mullins, allenatore di calcio e ex calciatore inglese
- 27 marzo - Tom Palmer, allenatore di rugby a 15 e ex rugbista a 15 britannico
- 27 marzo - Jermaine Phillips, giocatore di football americano statunitense
- 27 marzo - Pierpaolo Picazio, cestista italiano
- 27 marzo - Dominik Tarczyński, politico e giornalista polacco
- 28 marzo - DJ Shocca, disc jockey e beatmaker italiano
- 28 marzo - Zsolt Bognár, ex calciatore ungherese
- 28 marzo - Simone Camilli, giornalista e fotoreporter italiano († 2014)
- 28 marzo - Ramona Cataleta, schermitrice italiana
- 28 marzo - Dănuț Coman, ex calciatore rumeno
- 28 marzo - Xavier Legrand, regista, attore e sceneggiatore francese
- 28 marzo - Daniel Montenegro, ex calciatore argentino
- 28 marzo - Chae Rim, attrice sudcoreana
- 28 marzo - Bahar Pars, attrice iraniana
- 28 marzo - Saul Smith, ex cestista e allenatore di pallacanestro statunitense
- 28 marzo - Richard Socrier, ex calciatore francese
- 28 marzo - Stefano Sorrentino, ex calciatore italiano
- 28 marzo - Alessandro Zoppetti, ex calciatore italiano
- 29 marzo - László Balint, allenatore di calcio e ex calciatore rumeno
- 29 marzo - Domenico Balsamo, attore italiano
- 29 marzo - Nicola Corrent, allenatore di calcio e ex calciatore italiano
- 29 marzo - Tony Donovan, attore pornografico statunitense
- 29 marzo - Estela Giménez, ginnasta spagnola
- 29 marzo - Dmïtrïý Kïşçenko, ex calciatore kazako
- 29 marzo - Tommy Mollet, taekwondoka olandese
- 29 marzo - Luís Ortiz, pugile cubano
- 29 marzo - Park Si-yeon, attrice sudcoreana
- 29 marzo - Daisuke Usami, ex pallavolista giapponese
- 30 marzo - Grido, rapper e cantautore italiano
- 30 marzo - Elinton Andrade, giocatore di beach soccer e ex calciatore brasiliano
- 30 marzo - Jose Pablo Cantillo, attore statunitense
- 30 marzo - Stéphane Grichting, ex calciatore svizzero
- 30 marzo - Thierry Gueorgiou, orientista francese
- 30 marzo - Pete Holmes, comico, attore e produttore televisivo statunitense
- 30 marzo - Laura Huhtasaari, politica finlandese
- 30 marzo - Norah Jones, cantautrice, polistrumentista e attrice statunitense
- 30 marzo - Gennadiy Laliyev, ex lottatore kazako
- 30 marzo - Adriana Lastra, politica spagnola
- 30 marzo - Anita Pádár, ex calciatrice e ex giocatrice di calcio a 5 ungherese
- 30 marzo - Boris Popović, pallanuotista serbo
- 30 marzo - Adrian Pulis, ex calciatore maltese
- 30 marzo - Xosé Barato, attore e conduttore televisivo spagnolo
- 30 marzo - Danilo Santarsiero, ex bobbista italiano
- 30 marzo - Karim Souchu, ex cestista francese
- 30 marzo - Travis Taylor, ex giocatore di football americano statunitense
- 30 marzo - Anatolij Tymoščuk, ex calciatore ucraino
- 30 marzo - Ivana Večeřová, ex cestista ceca
- 30 marzo - Martijn Westerholt, pianista, tastierista e compositore olandese
- 30 marzo - Claudia Zanella, attrice italiana
- 31 marzo - Omri Afek, ex calciatore israeliano
- 31 marzo - Michael Cyril Creighton, attore statunitense
- 31 marzo - Alexis Ferrero, allenatore di calcio e ex calciatore argentino
- 31 marzo - Prabal Gurung, stilista nepalese
- 31 marzo - Danny Invincibile, allenatore di calcio e ex calciatore australiano
- 31 marzo - Maurizio Lastrico, attore, comico e cabarettista italiano
- 31 marzo - Jonna Mendes, ex sciatrice alpina statunitense
- 31 marzo - Francesco Menichini, ballerino italiano
- 31 marzo - Elena Raffaelli, politica italiana
- 31 marzo - Eleonora Sergio, attrice italiana
- 31 marzo - František Ševinský, ex calciatore ceco
- 31 marzo - Andrej Štimac, ex cestista e allenatore di pallacanestro croato
- 31 marzo - Tanya Tate, attrice pornografica e regista britannica